# AM-2201
AM-2201、または1-(5-フルオロペンチル)-3-(1-ナフトイル)インドールは、カンナビノイド受容体に対する強力だが非選択的な完全作動薬として作用する娯楽的なデザイナードラッグである。AMシリーズのカンナビノイドのひとつとして、ノースイースタン大学のアレクサンドロス・マクリヤニスによって発見された。

## 有害性
痙攣が報告されており、10mgの低用量でも生じることがある。
アメリカ合衆国におけるAM-2201の娯楽的な使用によって、スケジュールIにいくつかの合成薬物を追加するための2011年の規制物質法の修正案に挙げられた。急性毒性と長期的な使用に関連した副作用には、急性腎不全、脳損傷、脳卒中、痙攣、発作、横紋筋融解症、および死亡がある。

## 薬理
AM-2201は、カンナビノイド受容体に対する完全作動薬である。親和性は、KiでCB1は1.0 nM、CB2は2.6 nM。4-メチルの機能的アナログである MAM-2201と似たような親和性があるだろう。EC50は、ヒトのCB1受容体で38 nM、CB2受容体で58 nMである。ラットにおいて0.3-3 mg/kgの用量で徐脈と低体温を生じさせ、ラットにおけるJWH-018の力価と同等であり、カンナビノイド様の活性を示唆している。

### 薬物動態
AM-2201の代謝は、JWH-018と若干異なるだけである。AM-2201のN-脱アルキルは、ペンタンの代わりにフルオロペンタンを生成する。

## 法律
2015年に、向精神薬に関する条約のスケジュールIIに指定された。